# Prekopa (Vransko, Slovenija)
Prekopa je naselje u slovenskoj Općini Vranskom. Prekopa se nalazi u pokrajini Štajerskoj i statističkoj regiji Savinjskoj. 

## Stanovništvo
Prema popisu stanovništva iz 2002. godine naselje je imalo 216 stanovnika.